# Armas Otto Väisänen

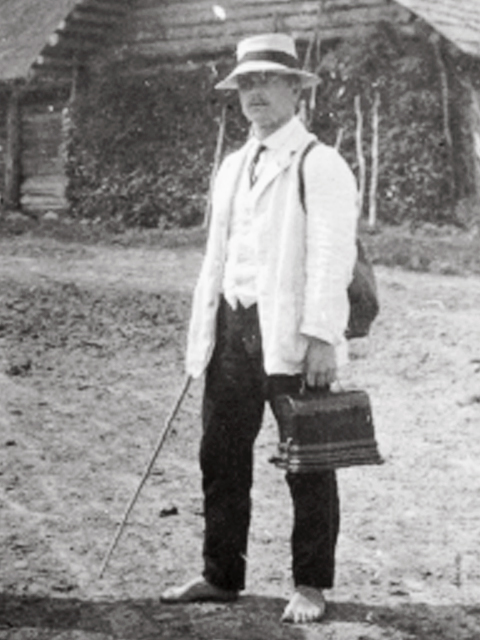
Armas Otto Väisänen

Armas Otto Aapo Väisänen, född 9 april 1890 i Savonranta, död 18 juli 1969 i Helsingfors, var en finländsk folkmusikforskare.
Väisänen blev filosofie doktor 1939, docent 1940 och var 1956–1959 professor i musikvetenskap vid Helsingfors universitet. Han insamlade folkmusik och -visor i Finland, Estland, Östkarelen, Ingermanland, det mordvinska området, Petsamo och svenska Lappmarken och utgav ett stort antal vetenskapliga arbeten inom området. Han var ordförande i Kalevalasällskapet 1942–1962.

## Utmärkelser
- Riddartecknet av I klass av Finlands Vita Ros’ orden,  1935[2]
- Kommendörstecknet av Finlands Lejons orden,  1960[2]

[Redigera Wikidata]

### Uppslagsverk
- Väisänen, Otto i Uppslagsverket Finland (webbupplaga, 2012). CC-BY-SA 4.0